# Osteospermum triquetrum
Osteospermum triquetrum es una especie de planta floral del género Osteospermum, tribu Calenduleae, familia Asteraceae. Fue descrita científicamente por L. fil.
Se distribuye por África: Sudáfrica (en la provincia del Cabo).